# Estación Francisco Magnano
Francisco Magnano era el nombre que recibía una estación de ferrocarril ubicada en el paraje rural del mismo nombre, partido de Trenque Lauquen, provincia de Buenos Aires, Argentina.

## Servicios
La estación era intermedia del otrora Ferrocarril Provincial de Buenos Aires para los servicios interurbanos y también de carga desde La Plata hacia Mira Pampa. No opera servicios desde 1961.